# 留耕堂
留耕堂位于广东省广州市番禺区沙湾街道，是沙湾何氏家族的宗祠。留耕堂始建于公元1335年（元朝至元元年），建筑雄伟大气，保留了精美的岭南石雕、木雕、砖雕技艺，是优秀的岭南特色建筑。1989年6月成为广东省文物保护单位。

## 历史
南宋度宗初年（公元1240年），沙湾何氏先祖何德明公从广州迁居到沙湾。六年之后，他得到本乡李昴英的助力，向广东常平司以官价购置官辖的荒田和荒地，一共三百顷，是为何氏最早的产业。
公元1335年，何氏族人修建留耕堂。元朝末年，留耕堂毁于兵祸。明朝洪武二十六年（公元1393年）得以重建。随后又在正统五年（公元1440年）扩建。
清朝康熙三年（公元1664年），朝廷实施海禁，令沿海居民一律内迁五十里，留耕堂也被迫拆掉。康熙二十七年，何氏家族开始重建留耕堂，但规模比之前大为减小。直到康熙三十七年，才开始考虑认真重建，将几年前的祠堂拆掉重起扩建，改为五间五进。十七年后主体建筑扩建完毕，而算上周边附属建筑如门前塘坎、衬祠、祠仆居室厨房等等则一共花去三十四年。

## 简介

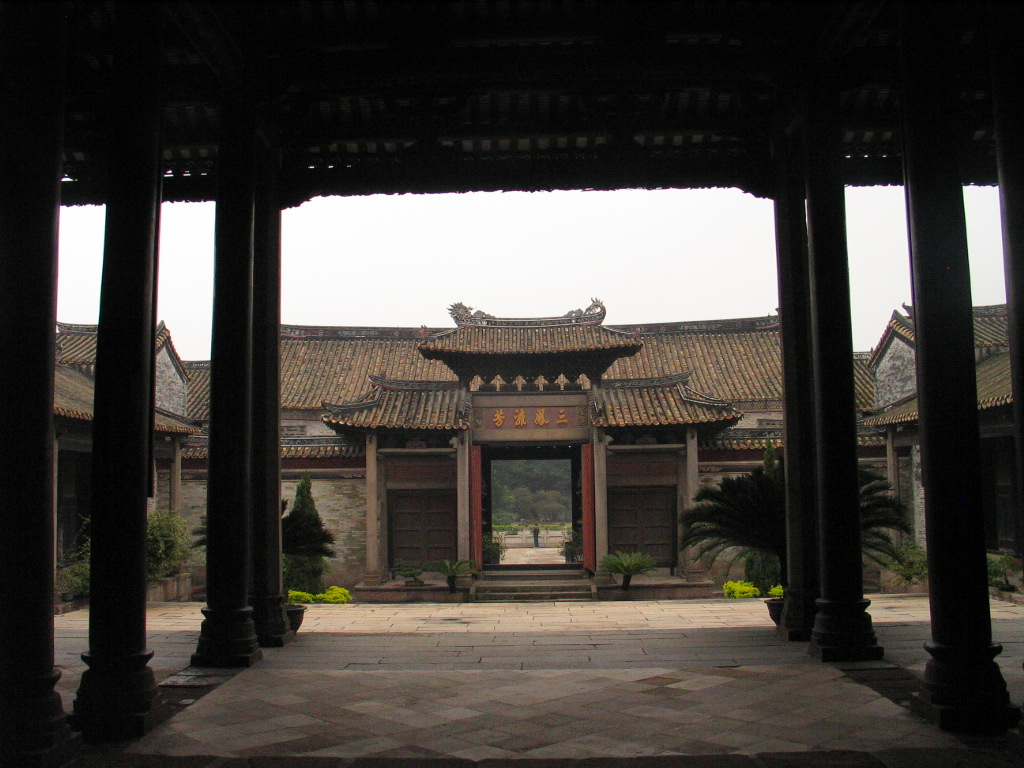
留耕堂内的仪门

留耕堂占地面积一共3334.25平方米，其中建筑面积为2033.94平方米。整体建筑坐北朝南，分五间五进。第一进是头门，宽五间，达23.35米，进深为9.73米。正门前廊首先是六根八角形的石柱，内衬六根圆木柱。正门东西分别有一座钟鼓楼，宽4.4米。头门正中上摆放着写有“何氏大宗祠”五字的横匾，两侧的门联由陈献章写成。
第二进就是祠堂的仪门（即牌坊），阔占三间，有11.1米，进深3.9米。牌坊前后侧各有四根白石柱子，撑起牌坊。横梁上承六组如意斗拱，层层飘出。正面的横匾上写着“诗书世泽”四字，过了仪门则可以看到背后正中刻有“三凤流芳”四个字。
第三进是拜厅，而过了拜厅就是第四进享殿，称为象贤堂。象贤堂进深16米，由横向四列、纵向七列一共二十八根巨柱支撑（其中四根石柱，其余是木柱）。
第五进也是最后一进是留耕堂，是祠堂的后寝，有木、石柱16根。堂中供有何氏先祖神像。